# Mário Macilau
Mário Macilau (Maputo, Moçambique, 21 de março de 1984) é um fotógrafo moçambicano.

## Biografia

### Infância
Macilau nasceu numa família oriunda de Inhambane que emigrou para Maputo à procura de melhores condições de vida. Aos oito anos, viu o seu pai partir numa nova jornada para garantir o sustento da família, quando emigrou para as minas de ouro da África do Sul. Foi nessa altura que Macilau começou a trabalhar para ajudar na economia familiar, vendendo, na rua, os biscoitos que a sua mãe fazia. A venda ambulante de fruta e combustíveis também foi transversal ao seu crescimento, tendo depois conseguido adquirir a sua própria banca de vendas. Mesmo assim, o lucro que fazia não era o suficiente para contribuir em casa e chegou a ajudar na distribuição de sopa que a Igreja Católica fazia  em troca de um prato de sopa.[carece de fontes?]
Aos 10 anos de idade, começou a trabalhar num mini-mercado frequentado pela classe média e alta, lavando carros no parque de estacionamento e ajudando a carregar as compras até ao destino dos consumidores. O seu percurso na rua determinou a perspectiva que tem sobre a vida, na qual se interessa sobretudo pelas desigualdades sociais, por relações de poder, discriminação e as catástrofes naturais que fustigam os mais pobres.[carece de fontes?]
Em 1998, quando caminhava pela Avenida Vladimir Lenine em Maputo, tirou a sua primeira fotografia com uma câmara fotográfica emprestada. Nela, capturou o percurso de uma mulher rural que vendia mandioca numa bacia equilibrada sobre a sua cabeça e o contraste da sua figura com a cidade.[carece de fontes?]  
Em 2007, trocou o telemóvel da sua mãe pela primeira máquina fotográfica, tendo iniciado o seu percurso profissional desde aí.[carece de fontes?]

### Carreira
Nas suas fotografias e exposições, Macilau trabalha essencialmente com três elementos: o tempo, o espaço e o homem, relacionando-os entre si e estudando as consequências  da passagem do tempo. 
Sem se desviar da sua identidade estética, participou em exposições, mostras e concursos nacionais e internacionais com os seus trabalhos.[carece de fontes?]
Em 2007, apresentou a sua primeira exposição no Canadá, onde fez workshops de fotografia para crianças durante três meses na Robert Creek Elementary School. Em 2008, foi seleccionado para participar no Encontro de Fotografia Africana e Curadores, organizado pelo Instituto Goethe onde foi galardoado com uma bolsa de estudo em Joanesburgo.[carece de fontes?]
Trabalha essencialmente em projectos de longa duração nos quais investe tempo para pesquisar e ganhar a confiança dos seus personagens. Actualmente, Macilau expõe o seu trabalho regularmente em Moçambique e em outros países, entre os quais: Malásia, China, Bangladesh, Portugal, Espanha, Bélgica, Bulgária, Itália, Zimbabué, África de Sul, Austrália, Alemanha, Suíça e Suécia.[carece de fontes?]
Ganhou o 2.° prémio de Courrier International, tendo exposto no parlamento da Bélgica para o Dia de Desenvolvimento Europeu. É considerado um dos fotógrafos emergentes do continente Africano pelo governo Irlandês. As suas obras foram escolhidas para fazer parte da Exposição Voice of Africa. Foi finalista do BESphoto 2011, tendo ganho a bolsa de produção de trabalhos fotográficos, bem como de outros concursos como o KL Award, Hasselblad Award, Photo África, Phodar Biennal na Bulgária.[carece de fontes?] Em 2023, arrecadou o Prémio James Barnor.